# Petros Galaktopoulos
Petros Galaktopoulos (n. 7 iunie 1945, Atena, Regatul Greciei) este un luptător ce a reprezentat Grecia, medaliat olimpic. A participat la 4 ediții ale Jocurilor Olimpice (1964, 1968, 1972, 1976) în care a câștigat o medalie de argint.